# 伊莎贝尔一世 (卡斯蒂利亚)
伊莎贝尔一世（1451年4月22日—1504年11月26日）是卡斯蒂利亚王国和莱昂王国的女王。她及丈夫兼堂弟费尔南多二世完成了收复失地运动，为日后他们的外孙查理五世统一西班牙帝國奠定了基础。其支援克里斯托弗·哥伦布開拓美洲新大陸，為開拓發展西方世界作出重大的貢獻。另外她重用的弗朗西斯科·希梅内斯·德·西斯内罗斯樞機大力提升王權並壓制了貴族的跋扈，讓王權藉由「宗教裁判所深入到基層民眾，讓人民成為教會的順民，以及王室的順民。」

## 生平

### 继位
1454年伊莎贝尔一世的父亲卡斯蒂利亚王国国王胡安二世過世后，她的同父异母兄长恩里克四世继承王位。1469年10月19日她私自和強迫堂弟阿拉贡王国王储费尔南多二世联姻。
1474年，恩里克四世過世，只有一个女儿胡安娜，恩里克四世被權貴們指為「不能人道，無法生育」，而胡安娜是他親信和王后的私生子。伊莎贝尔一世迅速继承了王位。胡安娜於1475年嫁给了葡萄牙国王阿方索五世。阿方索五世因此发兵声称胡安娜应该继承王位，但1476年在托罗一役彻底失败。阿方索五世被迫签署阿爾卡索瓦什和約，放弃对卡斯蒂利亚王国王位的一切要求。1478年伊莎贝尔一世在天主教會教宗的批准下成立西班牙宗教裁判所，迫害非天主教人士並大力提升了王權。1479年费尔南多二世 (阿拉贡)的父王過世，费尔南多二世和伊莎贝尔一世成为阿拉贡和卡斯蒂利亚王国的国王、女王。1480年这对夫妇召集群臣和34位平民代表制定了一系列法律、为未来的西班牙奠定了法理基础。
伊莎貝拉一世任內時常召開名為「卡斯蒂利亞法院」的國家議會，並且將大部分的行政權託付給「卡斯蒂利亚王国會議」。卡斯蒂利亚王国會議的成員由王室任命，是推行專制政治的有力新工具。她與中產階級聯手對抗貴族階級，並以城鎮的民兵為其軍事力量的後盾，她又將傳統封建貴族的三大軍團交由丈夫兼堂弟费尔南多二世 (阿拉贡)掌管、壓制，解除了貴族的軍事威脅。她對於牧羊業老闆所組的「馬士達」公會堂則較為縱容，因為政府的稅收主要來自牧羊業，這種情形一直持續到新大陸的財富大量輸入西班牙之前。

### 1492年

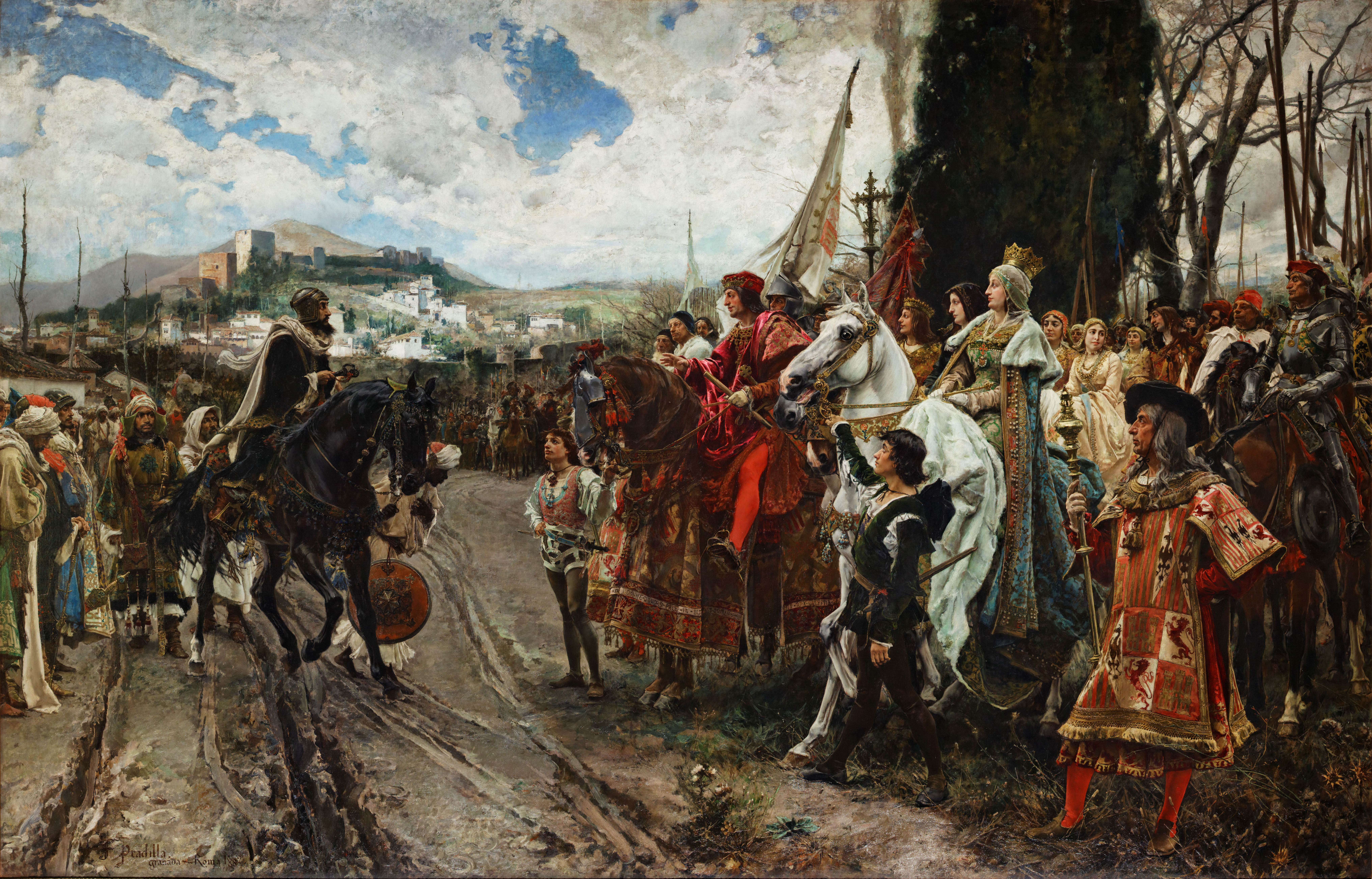
格拉纳达的最后一位君主向伊莎贝尔一世和费尔南多二世 (阿拉贡)投降

1492年1月2日，伊莎贝拉一世和费尔南多二世的军队攻下了统治伊比利亚半岛南部七个世纪的摩尔人的最后一个重镇格拉纳达，完成在伊比利亚半岛基督教势力对伊斯兰教势力数个世纪的征战收復失地運動。
同年，在对克里斯托弗·哥伦布向西航海去印度的计划三次拒绝之后，伊莎贝拉一世终于同意资助克里斯托弗·哥伦布的探险。由于财政吃紧，伊莎贝尔一世拿出一个自己的装满首饰的首饰盒给克里斯托弗·哥伦布作为资助，同时答应克里斯托弗·哥伦布的条件：他和他的后代做为西班牙开拓的殖民地的总督，并获得一成的利润。8月3日克里斯托弗·哥伦布启航。次年携带着一些美洲原住民和金凯旋，西班牙从此进入了海外冒险和殖民的地理大发现。1494年，伊莎贝拉一世和费尔南多二世通过《托德西利亚斯条约》和葡萄牙瓜分了世界。伊莎贝拉一世曾经试图为了保护印第安人免受西班牙殖民者的虐待而组建了一个美洲原住民事务处。但後來的西班牙征服者並沒有遵守女王的規定，反而極力迫害美洲原住民。
1492年3月31日，伊莎贝拉一世和费尔南多二世颁布阿罕布拉法令，把西班牙的犹太人和穆斯林驱逐。大约有20万人被迫离开家园，剩下的被迫皈依基督教，并在日后再次遭到迫害。

### 晚年
伊莎贝尔一世和费尔南多二世在统一西班牙之后试图利用西班牙宗教裁判所在精神层面把全国统一在天主教會之下。1502年，西班牙的穆斯林被迫在接受洗禮皈依基督教和离开西班牙之间作选择。他们还试图通过联姻和欧洲其他列强联合，以达到制衡法国和统一伊比利亚半岛的目的。
伊莎贝尔一世死后把所有称号给了女儿胡安娜繼承，胡安娜的丈夫，來自哈布斯堡王朝的美男子菲利普一世在伊莎贝尔一世死后和费尔南多二世反目，但在内战爆发前病死。菲利普一世 (卡斯蒂利亞)的儿子神聖羅馬皇帝查理五世成为西班牙王位的继承人，其治下的西班牙帝国达到空前的强大。
伊莎贝尔一世被安葬在格拉纳达的王家教堂。

## 子女
伊莎貝拉一世和费尔南多二世育有五个子女：
- 伊莎貝爾 （1470年10月1日－1498年8月23日）——先是嫁给了葡萄牙王储阿方索（英语：Afonso, Prince of Portugal），在后者過世后嫁给了他的叔父葡萄牙国王曼努埃尔一世 (葡萄牙)，随后因難產而過世，其子在两岁时夭折。
- 胡安（1478年6月28日－1497年10月4日）——在和哈布斯堡王朝的奥地利的玛格丽特结婚之后6个月過世，没有子嗣。
- 胡安娜（1479年11月6日－1555年4月13日）——嫁给了神圣罗马帝国皇帝馬克西米利安一世之子菲利普一世，并和后者一起统治卡斯蒂利亞。她的儿子是第一位西班牙國王查理五世 (神圣罗马帝国)。
- 亞拉岡的瑪麗亞 (1482-1517)（1482年6月29日－1517年3月7日）——在其姐姐亞拉岡的伊莎貝爾 (1470-1498)過世后嫁给姐夫曼努埃尔一世 (葡萄牙)，育有六个子女。
- 凱瑟琳（1485年12月15日－1536年1月7日）——先是嫁给了年幼自己9個月的威爾士親王亚瑟·都铎，在后者過世后嫁给了他的弟弟年幼自己7歲的英格兰国王亨利八世。育有兩子兩女，他们唯一存活的子女是英国女王血腥玛丽。